# NGC 5685
NGC 5685 (другие обозначения — UGC 9403, MCG 5-34-81, ZWG 163.87, PGC 52192) — эллиптическая галактика (E) в созвездии Волопас.
Этот объект входит в число перечисленных в оригинальной редакции «Нового общего каталога».